# Carro (Italie)
Pour les articles homonymes, voir Carro (homonymie).
Carro est une commune italienne de la province de La Spezia dans la région Ligurie en Italie.

## Administration
| Période                                  | Période | Identité | Étiquette | Qualité |
| ---------------------------------------- | ------- | -------- | --------- | ------- |
|                                          |         |          |           |         |
| Les données manquantes sont à compléter. |         |          |           |         |

### Hameaux
Outre le chef-lieu, la commune est composée des trois hameaux de Castello, Ponte Santa Margherita et Ziona ; le territoire est en outre divisé en quatre hameaux historiques : Agnola, Cerreta, Pavareto et Pera. 

### Communes limitrophes
Carrodano, Castiglione Chiavarese, Deiva Marina, Maissana, Sesta Godano, Varese Ligure